# Mylitta
Mylitta (grec Μύλιττα) est une divinité assyrienne. Hérodote et Strabon nomment Mylitta. Il existait, en effet, sous ce nom, à Babylone, un temple dont les rites rappelaient ceux des temples d’Astarté ou d’Aphrodite. Les femmes étaient, dit-on, obligées de se livrer, dans ce temple, une fois dans leur vie, aux étrangers qui, en échange de leurs faveurs, leur remettaient une pièce de monnaie.
Les rares documents que l’on possède ne permettent d’assigner aucune date a l’origine des premières conceptions théogoniques de l’Assyrie ; mais il est permis d’affirmer que cette origine est de plusieurs milliers d’années antérieure aux temps historiques. 
Mylitta nous apparaît successivement à la base de la théogonie chaldéenne, comme représentant les ténèbres premières, et comme engendrant d’elle-même, sous l’action d’un principe supérieur, la forme androgyne de Baal-Mylitta, qui est la détermination primitive de l’univers, la lumière ; comme divinité féminine panthée, distincte de Baal et mère de l’Amour ; comme divinité mère, engendrant toute une série de divinités inférieures qui président au monde terrestre, servant de médiateur entre l’homme et les dieux supérieurs ; comme divinité mâle substituée seule aux triades divines.

## Source
« Mylitta », dans Pierre Larousse, Grand dictionnaire universel du XIXe siècle, Paris, Administration du grand dictionnaire universel, 15 vol., 1863-1890 [détail des éditions].